# جيم شاني
جيم شاني (بالإنجليزية: Jim Chaney)‏ هو لاعب كرة قدم أمريكية أمريكي، ولد في 12 يناير 1962 في هولدن في الولايات المتحدة.